# 1911 en Inde
Chronologie de l'Inde
- 1907
- 1908
- 1909
- 1910
- 1911
- 1912
- 1913
- 1914
- 1915

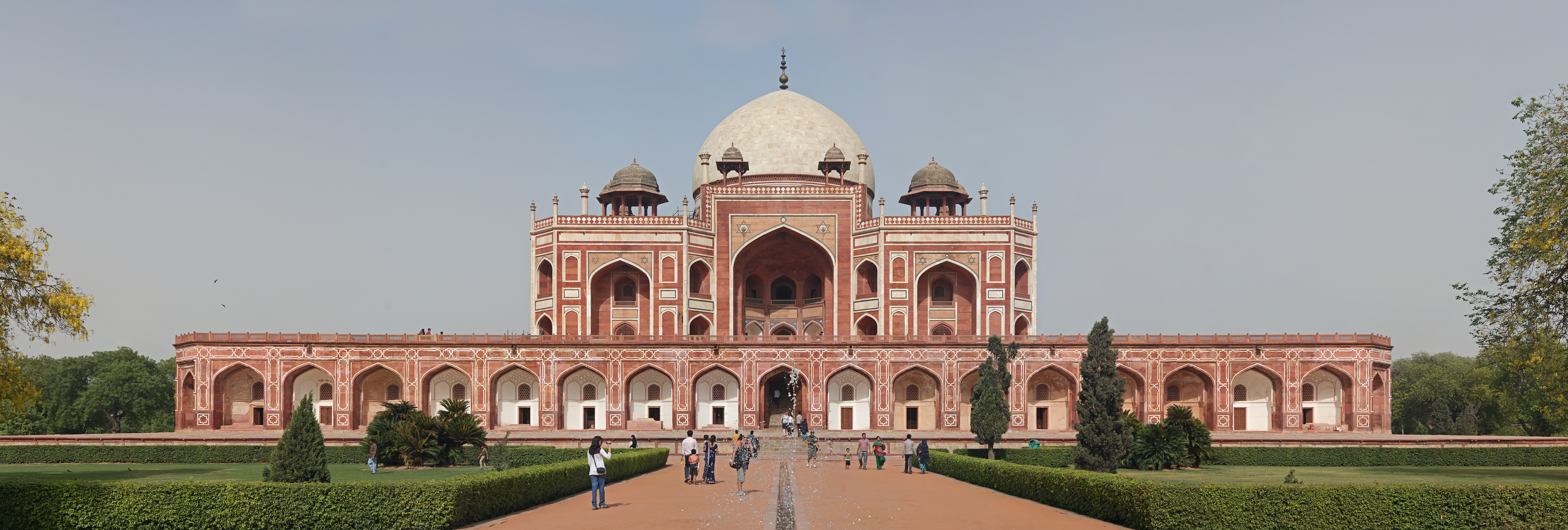
Sacre de George V et Mary de Teck en tant qu'Empereur et Impératrice des Indes à New Delhi, site de la tombe de Humâyûn, le 11 décembre.

Cette page concerne les évènements survenus en 1911 en Inde  :

## Évènement
- 18 février : Henri Péquet aux commandes d'un biplan Humber (en), transporte le courrier d'Allahabad à la jonction de Naini, ce qui est le premier vol en Inde.
- 11 décembre : Sacre de George V et Mary de Teck en tant qu'Empereur et Impératrice des Indes à New Delhi, site de la tombe de Humâyûn.
- 12 décembre : 
  - Durbars de Delhi
  - La capitale de l'Inde, Calcutta est transférée à New Delhi.
- 27 décembre : Le Jana Gana Mana, qui deviendra l'hymne national de l'Inde libre, en 1951, est chanté pour la première fois lors de la convention annuelle du Congrès national indien à Calcutta.

## Littérature
- Bala Vyakaranamu, de Paravastu Chinnayasuri (en).
- Kanzul Iman (en), traduction du Coran, en langue ourdou, par Ahmed Raza Khan Barelvi.
- Upanyasapayonidhi de Kasibhatta Brahmaiah Sastry (en).

## Sport
- 29 juillet :  L'équipe de football Mohun Bagan est la première équipe indienne et la première équipe asiatique à battre une équipe étrangère lorsqu'elle remporte le Trophée IFA en battant l'East Yorkshire Regiment (2-1).

## Création
- All India Momin Conference (en), parti politique.
- Bangiya Mussalman Sahitya Samiti (en), société littéraire et historique.
- Diocèse de Knanayas
- The Hitavada (en), journal en langue anglaise.

## Naissance
- Lala Amarnath (en), joueur de cricket.
- Sayed Muhammad Amimul Ehasan Barkati (en), chef religieux.
- Radha Mohan Gadanayak (en), poète.
- Pannalal Ghosh, musicien.
- Piara Singh Gill (en), physicien du nucléaire.
- Dinesh Gupta (en), révolutionnaire.
- Mahesh Kaul (en), acteur et réalisateur.
- R. S. Krishnan (en), scientifique.
- Ashok Kumar, acteur.
- Bhajahari Mahato (en), personnalité politique.
- Karre Mastanamma (en), célèbre centenaire.
- Vyloppilli Sreedhara Menon, poète.
- Vijay Merchant (en), joueur de cricket.
- Nagarjun, poète et écrivain.
- Merle Oberon, actrice.
- K. C. S. Paniker (en), peintre.
- Modèle:Lien-S. Sambhu Prasad, personnalité politique.
- Fauja Singh, athlète centenaire (marathon)
- Man Singh II, Maharaja de Jaipur.
- Rustom Jal Vakil (en), cardiologue.
- Zubeida, actrice.

## Décès
- Hakim Abdul Aziz (en), scientifique.
- Bamakhepa, saint hindou.
- Asaf Jah VI, neuvième souverain de la dynastie des Nizâm de l'Hyderâbâd.
- Ganesh Vyankatesh Joshi (en), économiste.
- Sœur Nivedita, écrivaine et religieuse.